# Ferdinand I. Medicejský
Ferdinand I. Medicejský (30. července 1549, Florencie – 3. února 1609, Florencie, Toskánské velkovévodství) byl v letech 1587–1609 toskánským velkovévodou.

## Život
Narodil se ve Florencii jako pátý syn Cosima I. Medicejského a Eleonory z Toleda. Byl kardinálem do roku 1562, po smrti svého bratra Františka I. Medicejského nastoupil na trůn Toskánského velkovévodství. Organizační dovednosti získané během předchozího pobytu v Římě mu umožnily efektivní řízení velkovévodství. Souhlasil s osídlením Židů, kteří byli vyhnáni ze Španělska. V zahraniční politice podporoval francouzského krále Jindřicha IV. v boji proti Katolické lize. Také posílil toskánskou flotilu za účelem boje proti pirátům a turecké nadvládě ve vodách Středozemního moře. Na trůn po jeho smrti nastoupil jeho syn Cosimo II. Medicejský.